# Eddie Colón
Eddie Carlos Colón (San Juan, 21 december 1982), beter bekend als Primo, is een Puerto Ricaans professioneel worstelaar die werkzaam was bij de WWE als Diego en vormde samen met zijn neef, Orlando Colón (Fernando), een tag team, Los Matadores.

## Persoonlijk leven
Eddie Colóns vader Carlos Colón, is een worstellegende en heeft zijn zonen en dochter in contact gebracht met deze sport. Hij heeft een broer, Carlos Colón Jr. (Carlito) en een zus, Stacy Colón, die beiden ook actief zijn in het worstelen.

## In worstelen
- Finishers
  - Backcracker (Double knee backbreaker)
  - Cannonball Twist (Corkscrew senton)

- Signature moves
  - Doggy Destroyer (Diving bulldog)
  - Figure four leglock
  - Diving crossbody
  - Dropkick, sometimes from the top rope
  - High–angle senton bomb
  - Hurricanrana
  - Monkey flip
  - Russian legsweep
  - Stunner
  - Wrist–clutch STO

- Managers
  - The Bella Twins
  - Brie Bella

## Prestaties
- !BANG!
  - !BANG! Television Tag Team Championship (1 keer met Carlos Colón Jr.)

- Florida Championship Wrestling
  - FCW Florida Tag Team Championship (3 keer met Eric Pérez)

- World Wrestling Council
  - WWC Puerto Rico Heavyweight Championship (5 keer)
  - WWC Universal Heavyweight Championship (6 keer)
  - WWC World Junior Heavyweight Championship (6 keer)
  - WWC World Tag Team Championship (1 keer met Carlos Colón Jr.)

- World Wrestling Entertainment/WWE
  - WWE World Tag Team Championship (1 keer met Carlito)
  - WWE Tag Team Championship (2 keer; Carlito (1x) en Epico (1x))